# Bukovec (Frýdek-místeki járás)
Bukovec település Csehországban, a Frýdek-místeki járásban. Bukovec Písek, Hrčava, Mosty u Jablunkova, Gmina Istebna és Cserne településekkel határos. Lakosainak száma 1372 fő (2024. január 1.).

## Népesség
A település lakosságának változását az alábbi diagram mutatja:
| Lakosok száma | 829  | 963  | 1089 | 1253 | 1309 | 1356 | 1373 | 1372 | 1367 | 1372 |
|               | 1869 | 1890 | 1921 | 1950 | 1980 | 2001 | 2017 | 2019 | 2022 | 2024 |